# Phương tễ
Phương tễ (tiếng Trung: 方剂, nghĩa đen: phương thuốc) là một khái niệm trong y học cổ truyền phương Đông, như tại Trung Quốc và Việt Nam.

## Khái niệm

### Phương
Tức là "Dĩ quy thành phương". Sau khi biện chứng tìm ra nguyên nhân gây bệnh và pháp điều trị theo y học cổ truyền, người ta sẽ chọn được dược vật, sau đó định lượng và căn cứ vào yêu cầu chữa bệnh, phòng bệnh mà phối ngũ hợp thành phương.

### Tễ
Là sự kết cấu khăng khít, gọn gàng.

### Phối ngũ trong phương tễ
Phối hợp nhiều vị thuốc thành một phương thuốc mà trong đó mỗi vị đều có vai trò riêng (Quân-Thần-Tá-Sứ).

## Phức phương
Là một bài thuốc có 2 hoặc nhiều bài thuốc phối hợp lại, thường dùng để chữa trị những chứng bệnh phức tạp.